# Livery Stable Blues
»Livery Stable Blues« je džezovska skladba Raya Lopeza (rojenega kot Raymond Edward Lopez; 1889–1979) in Alcida Nuneza iz leta 1917. 26. februarja tega leta jo je posnela skupina Original Dixieland Jass Band in je skupaj z melodijo »Dixieland Jass Band One-Step« ali »Dixie Jass Band One-Step« (ta melodija je bila pozneje bolj znana kot »Original Dixieland One-Step«) na strani A prepoznana kot prvi komercialno objavljeni džezovski posnetek. Posnela jo je glasbena založba Victor Talking Machine Company v New Yorku v svojem studiu v 12. – vrhnjem – nadstropju stavbe na naslovu 46 West 38th Street.